# Cordone di san Francesco

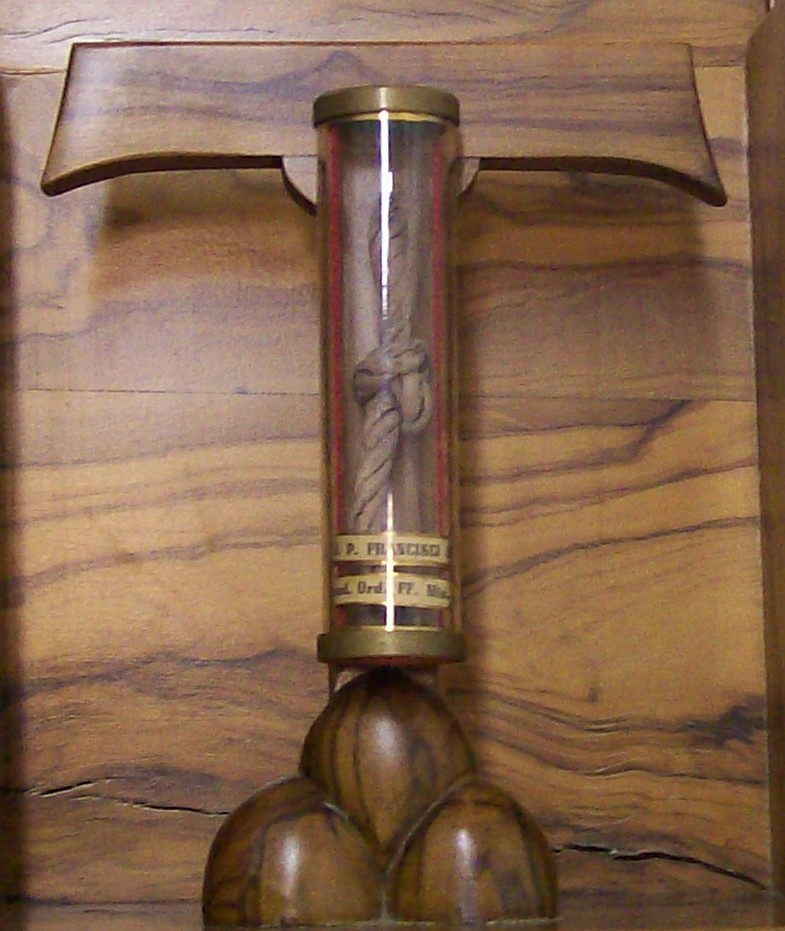
Reliquia della corda di san Francesco conservata presso la basilica di Assisi

Con il nome di cordone di san Francesco si intende il cingolo o cordiglio che, ad imitazione del "Serafico Patriarca", San Francesco di Assisi, portano gli appartenenti alla famiglia francescana e che comunque rimanda al suo stile e alla sua spiritualità.

## Uso da parte di san Francesco e dei suoi seguaci
Narra fra Tommaso da Celano nella Vita prima sancti Francisci che il santo, dopo aver ascoltato presso la chiesa della Porziuncola il brano evangelico relativo al mandato di predicare affidato agli Apostoli, «subito, esultante di spirito Santo, esclamò: “Questo voglio, questo chiedo, questo bramo di fare con tutto il cuore!”. S'affretta allora il padre santo, tutto pieno di gioia, a realizzare il salutare ammonimento; non sopporta indugio alcuno a mettere in pratica fedelmente quanto ha sentito: si scioglie dai piedi i calzari, abbandona il suo bastone, si accontenta di una sola tunica, sostituisce la sua cintura con una corda» (22). Tale elemento assunsero dopo di lui coloro che lo seguivano: «Erano contenti di una sola tonaca talvolta rammendata dentro e fuori, tanto povera e senza ricercatezze da apparire in quella veste dei veri crocifissi per il mondo, e la stringevano ai fianchi con una corda, e portavano rozzi calzoni» (39).
Dall'uso che ne fece il fondatore, il cordone, di lana o cotone bianco, cinto alla vita, con un numero di nodi variabile da tre (a richiamare i consigli evangelici a cui rimanda la stessa Regola) a cinque (in onore delle stimmate di Cristo e del suo servo Francesco), caratterizza ancora oggi l'abito dei frati e delle sorelle povere, richiamando a tutti lo stile di vita e gli insegnamenti del Poverello.

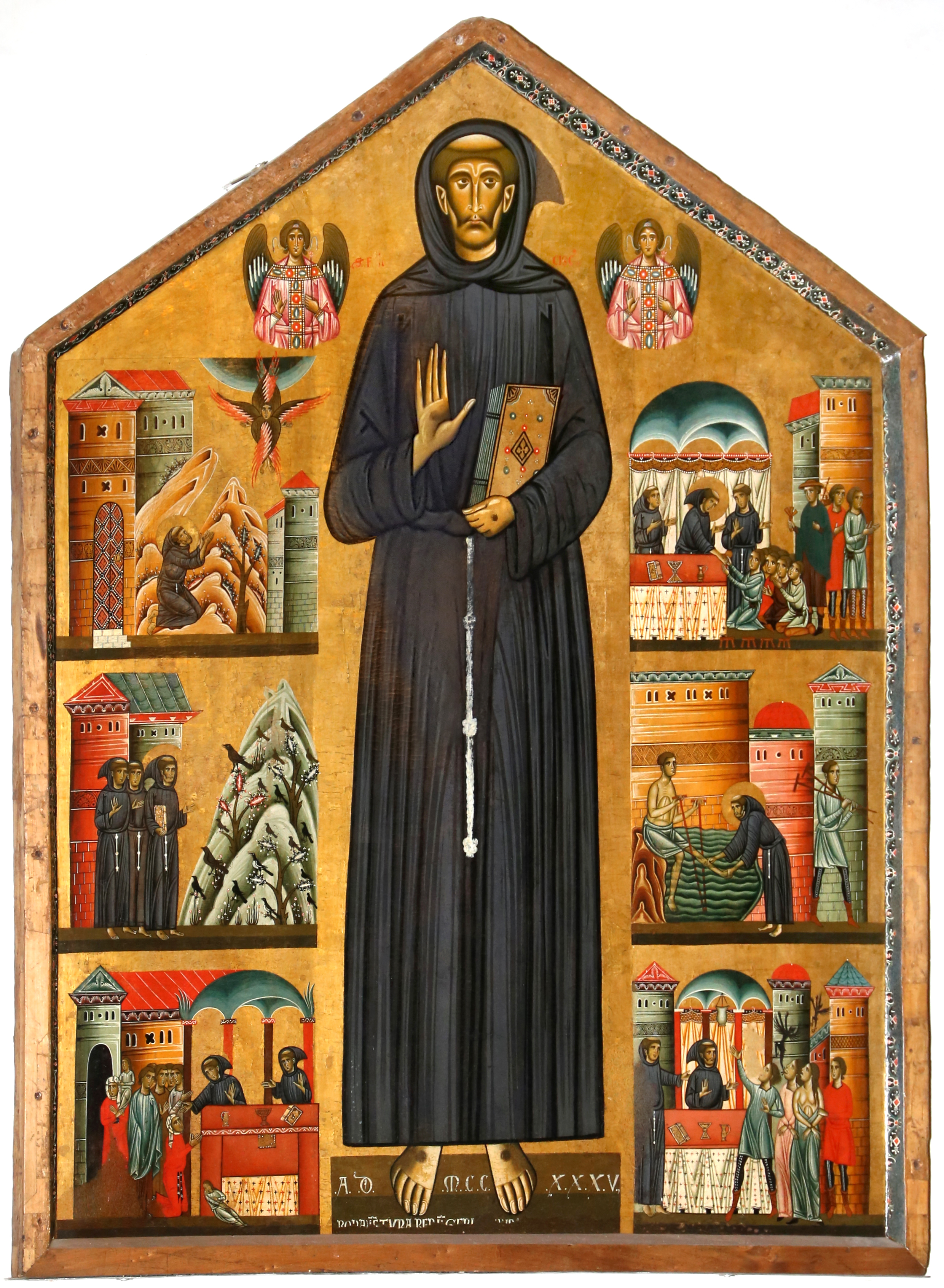
San Francesco e storie della sua vita di Bonaventura Berlinghieri del 1235 e custodita nella chiesa di San Francesco a Pescia in cui è evidente il cordone con tre nodi
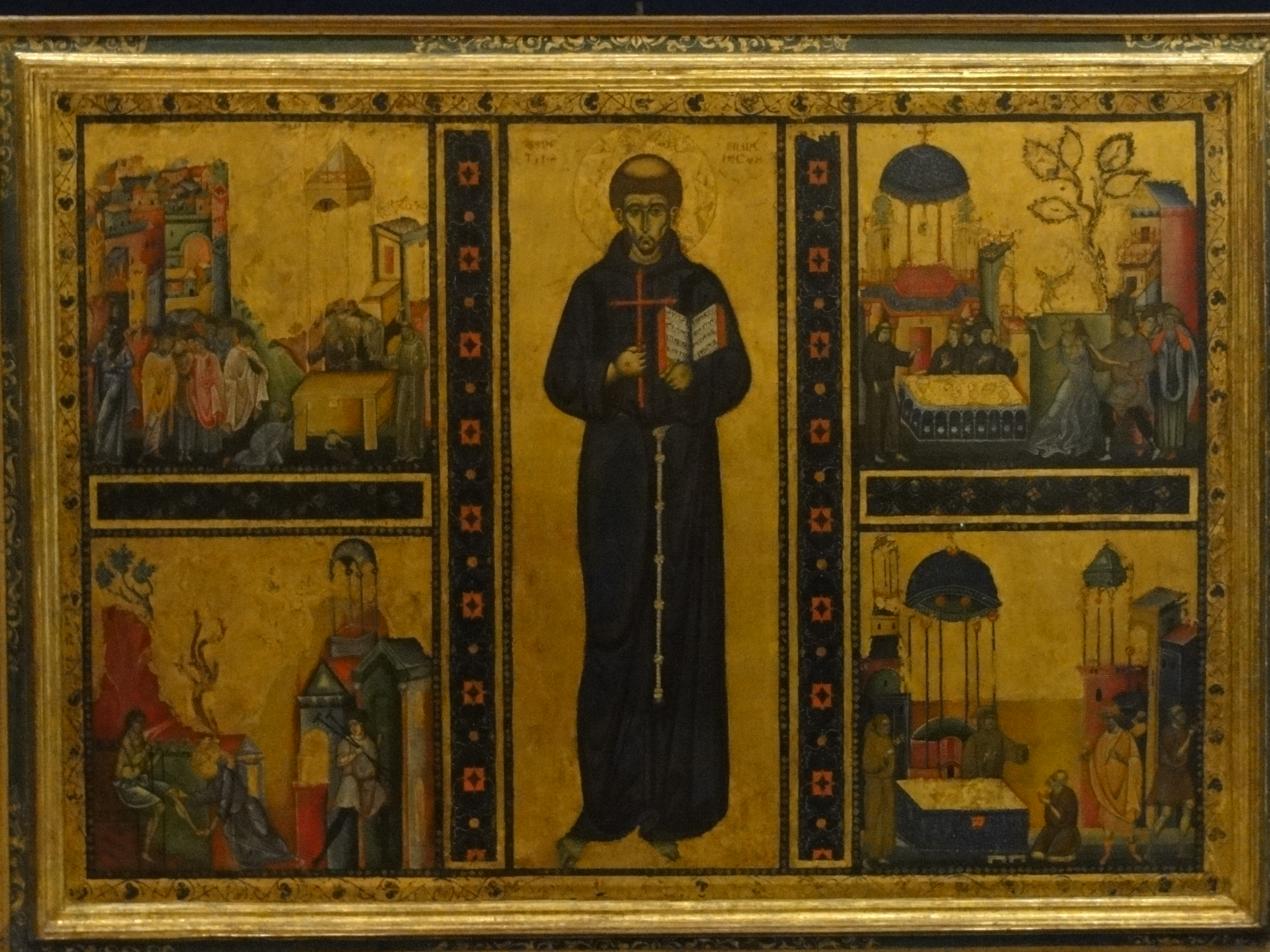
Tavola del secondo terzo del sec. XIII con San Francesco e quattro miracoli conservata presso il Museo del Tesoro della Basilica di S. Francesco in Assisi, con il cordiglio del Santo con cinque nodi
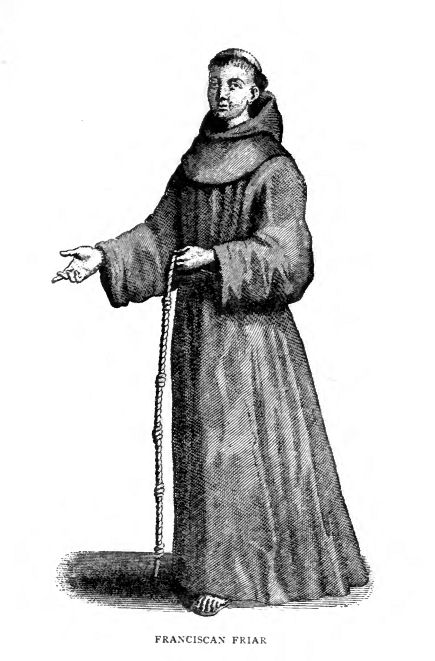
Incisione degli inizi del sec. XX con frate francescano col caratteristico cordone con cinque nodi

Tale cordiglio, in certi contesti, venne ad identificare gli stessi frati chiamati appunti "della corda" (les Cordeliers in Francia, da cui l'italiano Cordiglieri) o quanti, per devozioni al santo, si cingevano di tale segno (Cordigeri). Tra questi gli appartenenti al Terz'Ordine Francescano.
Nel 1585 papa Sisto V, allo scopo di regolare il cordigerato, istituì presso la basilica di San Francesco in Assisi una specifica arciconfraternita a cui dovevano essere aggregate quelle esistenti e di nuova fondazione.

## Uso nell'araldica
L'uso del cordone associato allo stemma francescano appare presso la basilica di San Francesco in Assisi sia nel bassorilievo lapideo della base della colonna del protiro del portale d'ingresso della chiesa inferiore realizzato tra il 1486 e il 1487, sia nella decorazione ad intarsio del coro ligneo della chiesa superiore, completato nel 1501.
La devozione a san Francesco spinse non solo molti fedeli a cingersi i fianchi con la corda, ma alcuni nobili a fregiarne i loro blasoni. Così ad esempio fece Anna di Bretagna, figlia di Francesco II e sposa di Carlo VIII e quindi di Luigi XII, re di Francia. Così fece anche il successore di quest'ultimo, Francesco I che pare introdusse il cordiglio pure nelle insegne dell'Ordine di San Michele.
In epoca recente, si segnala lo stemma di Gabriele D'Annunzio, principe di Montenevoso, la cui blasonatura cita il cordiglio francescano come elemento di ornamento dello scudo.
Il cordiglio compare anche nell'araldica civile come ad esempio nello stemma della città spagnola di San Lorenzo de la Parrilla, in quello concesso dall'imperatore Carlo V alla città di Quito, attuale capitale dell'Ecuador (in evidente riferimento al nome completo della medesima città: San Francisco de Quito) come anche in quello della città messicana di San Francisco de Campeche

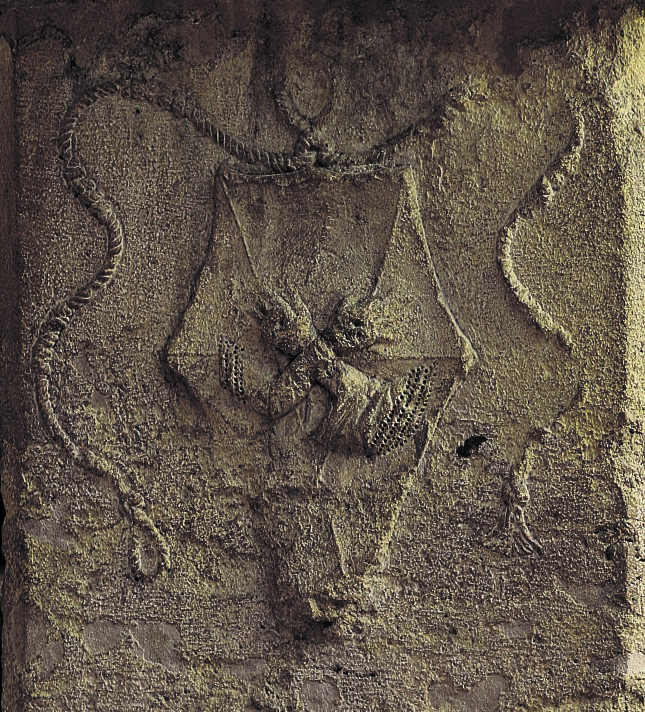
Stemma francescano alla base della colonna del protiro del portale d'ingresso della chiesa inferiore della Basilica di S. Francesco in Assisi, realizzato tra il 1486 e il 1487
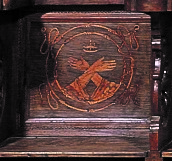
Stemma francescano ad intarsio del coro ligneo della chiesa superiore della Basilica di S. Francesco in Assisi, datato 1501
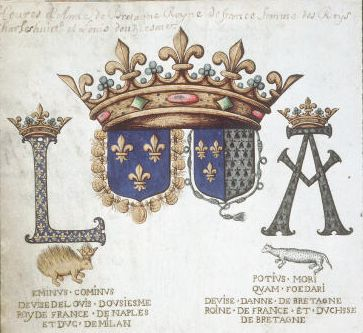
Stemmi di Luigi XII e della moglie Anna di Bretagna, quest'ultimo ornato del cordiglio francescano
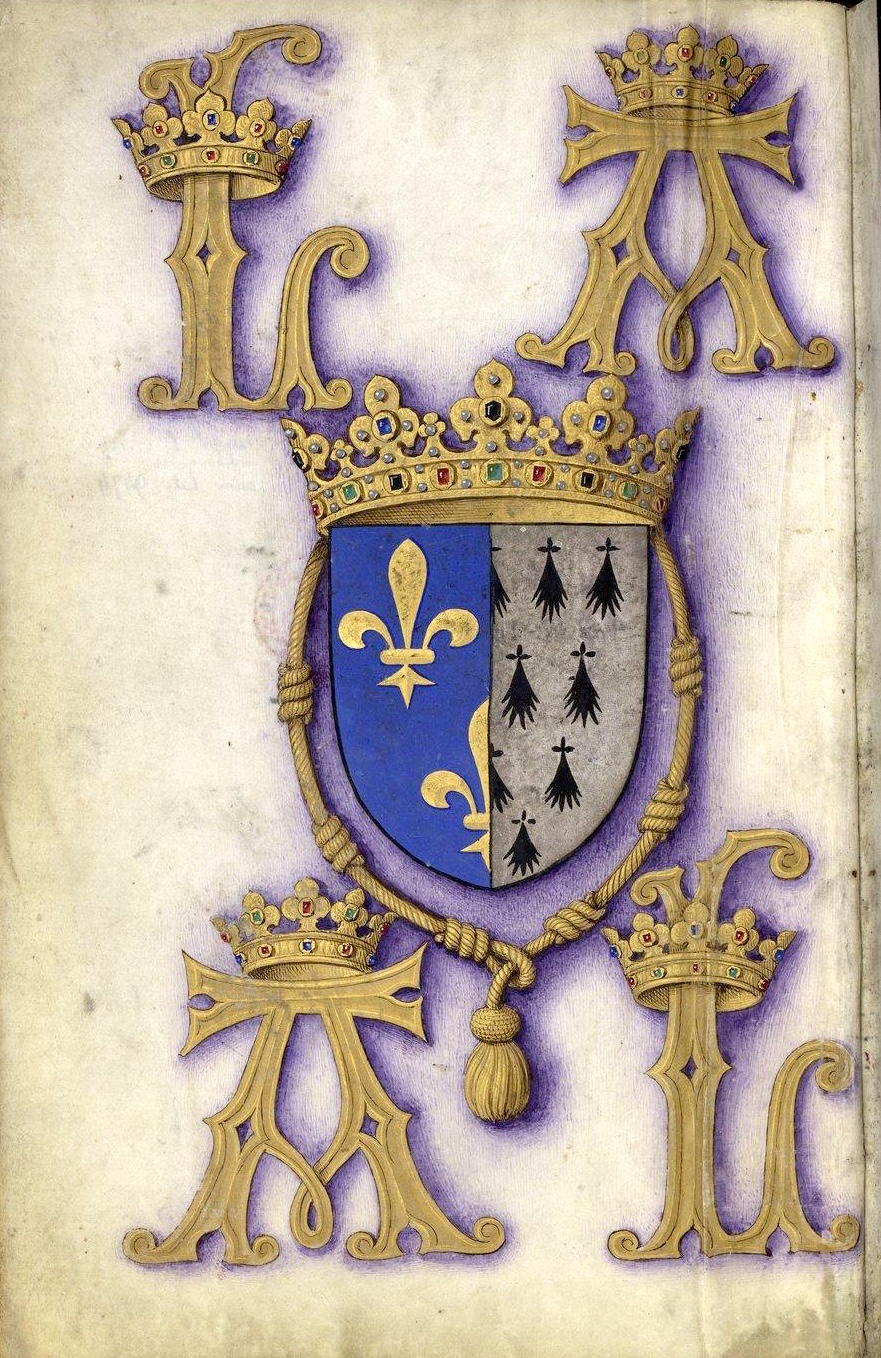
Altro stemma di Anna di Bretagna con il cordiglio francescano contenuto nel Grande Libro d'Ore da lei stessa commissionato a Jean Bourdichon e conservato presso la Biblioteca nazionale di Francia (Ms lat. 9474).
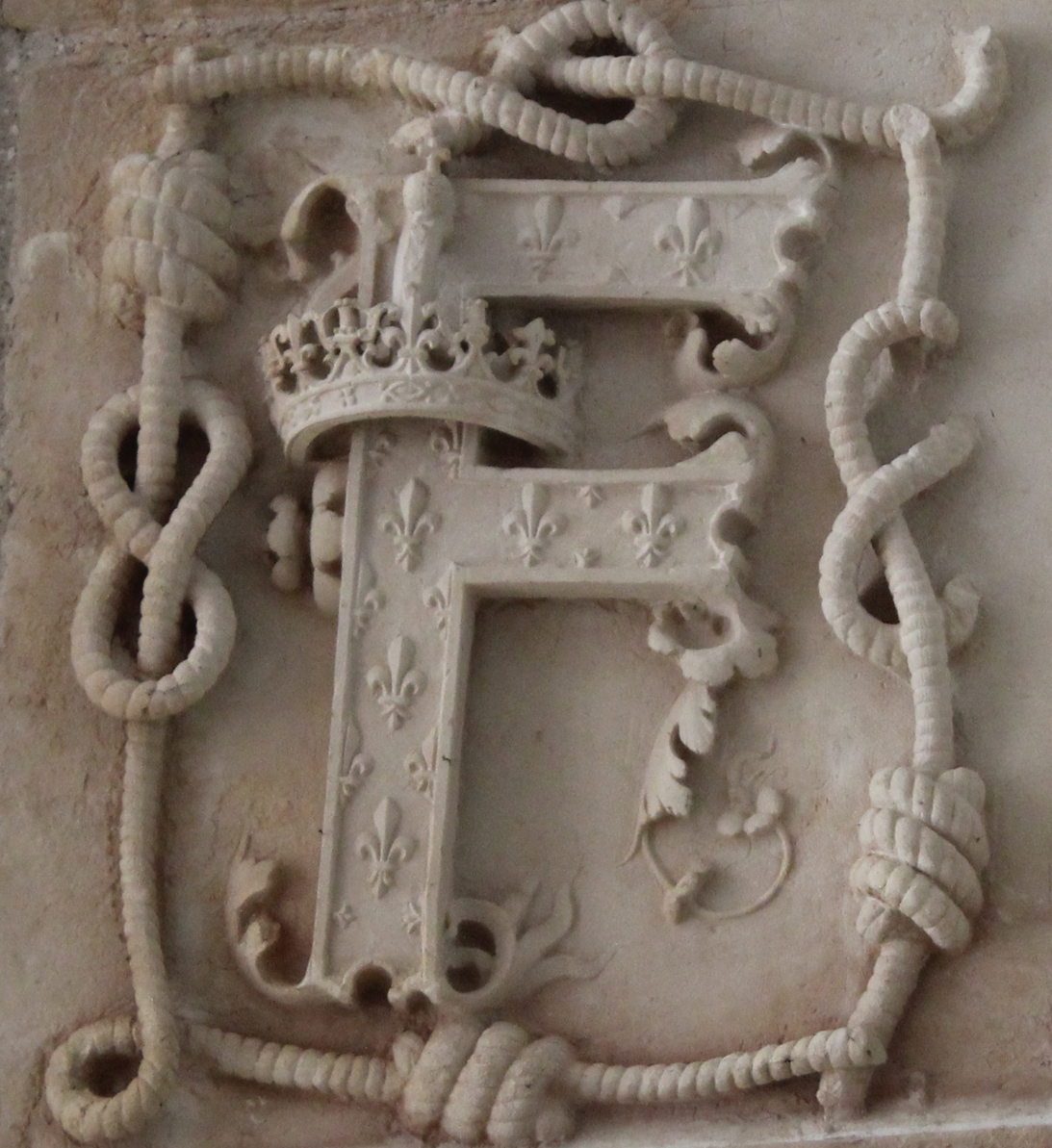
Monogramma di Francesco I ornato del cordiglio francescano nel Castello di Chambord
Stemma della città di San Lorenzo de la Parrilla
Stemma della città di Quito
Stemma della città di San Francisco de Campeche

## Uso decorativo
Come elemento decorativo, in questo caso associato allo stemma di Anna di Bretagna, il cordiglio francescano compare sul caminetto dell'anticamera detta appunto de la cordelière del castello di Amboise. 
Una particolare testimonianza dell'uso decorativo dello stesso cordiglio francescano, la troviamo in Spagna dove con il nome di Casa del Cordon venivano popolarmente indicati alcuni edifici civili della fine del XV e il XVI secolo le cui porte d'ingresso o le finestre erano ornate da tale elemento. Note quelle di Vitoria, Bilbao (conosciuta anche come Casa Sanchez), Madrid (detto anche Palacio de Puñonrostro), Monterrubio de la Serena e, nella comunità autonoma della Castiglia e León, quelle di Burgos (o Palacio de los Condestables de Castilla), Santa María del Campo, Palencia (attuale sede del Museo archeologico), Valdecañas de Cerreto, nella provincia di Palencia, e Zamora (detto anche Palacio de Puñonrostro).
Tale uso si diffuse nei territori spagnoli dell'America Latina dove dell'ultimo quarto del XV secolo troviamo una Casa del Cordón a Santo Domingo, attuale capitale della Repubblica Dominicana. Interessante in questo contesto l'uso del cordiglio francescane come ornamento della Capilla Posa dedicata all'apostolo Giacomo nel convento di San Michele in Huejotzingo, nello stato messicano di Puebla.

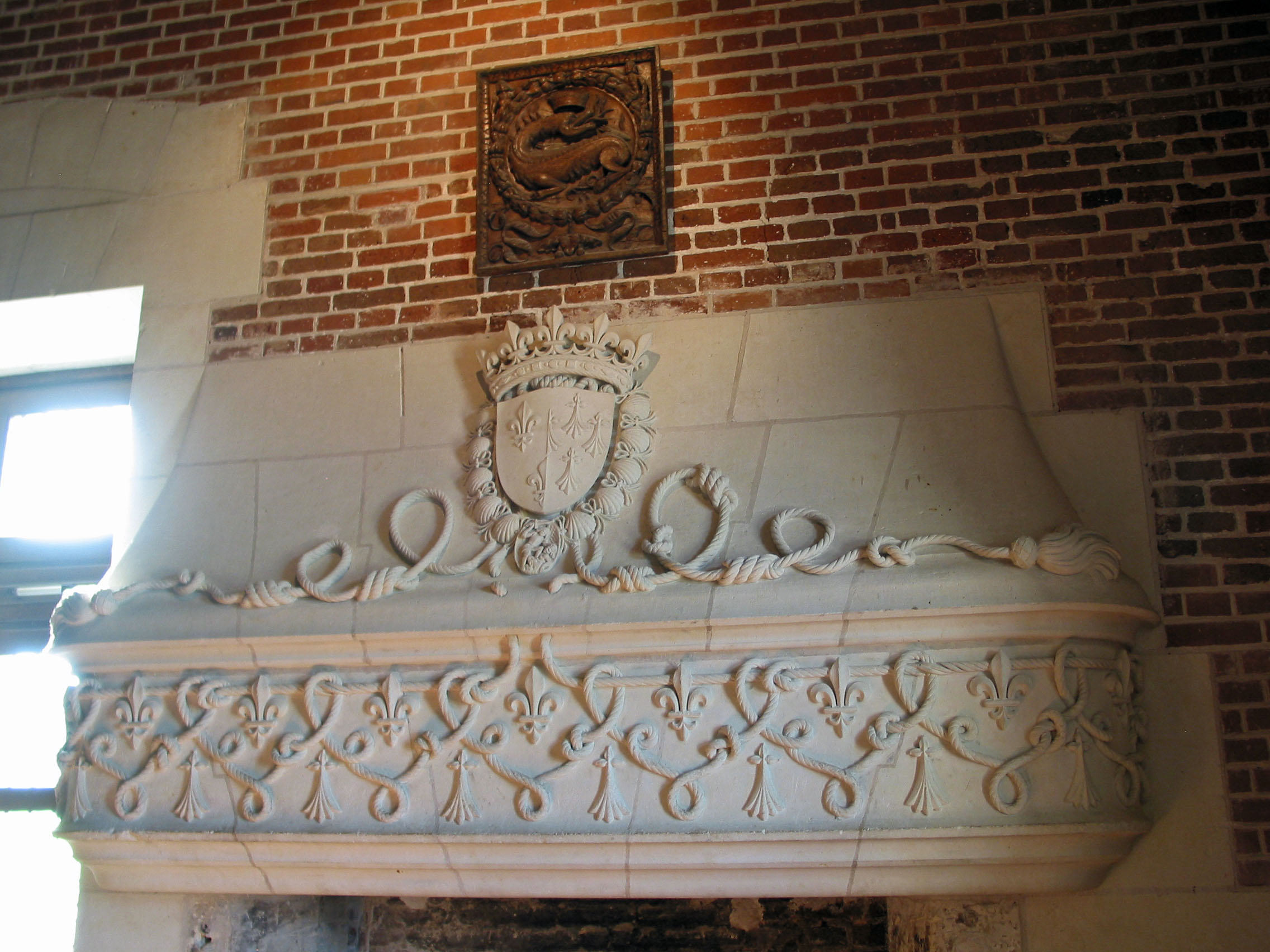
Il cordiglio francescano che decora il camino dell'Anticamera della Cordelliera del Castello di Amboise
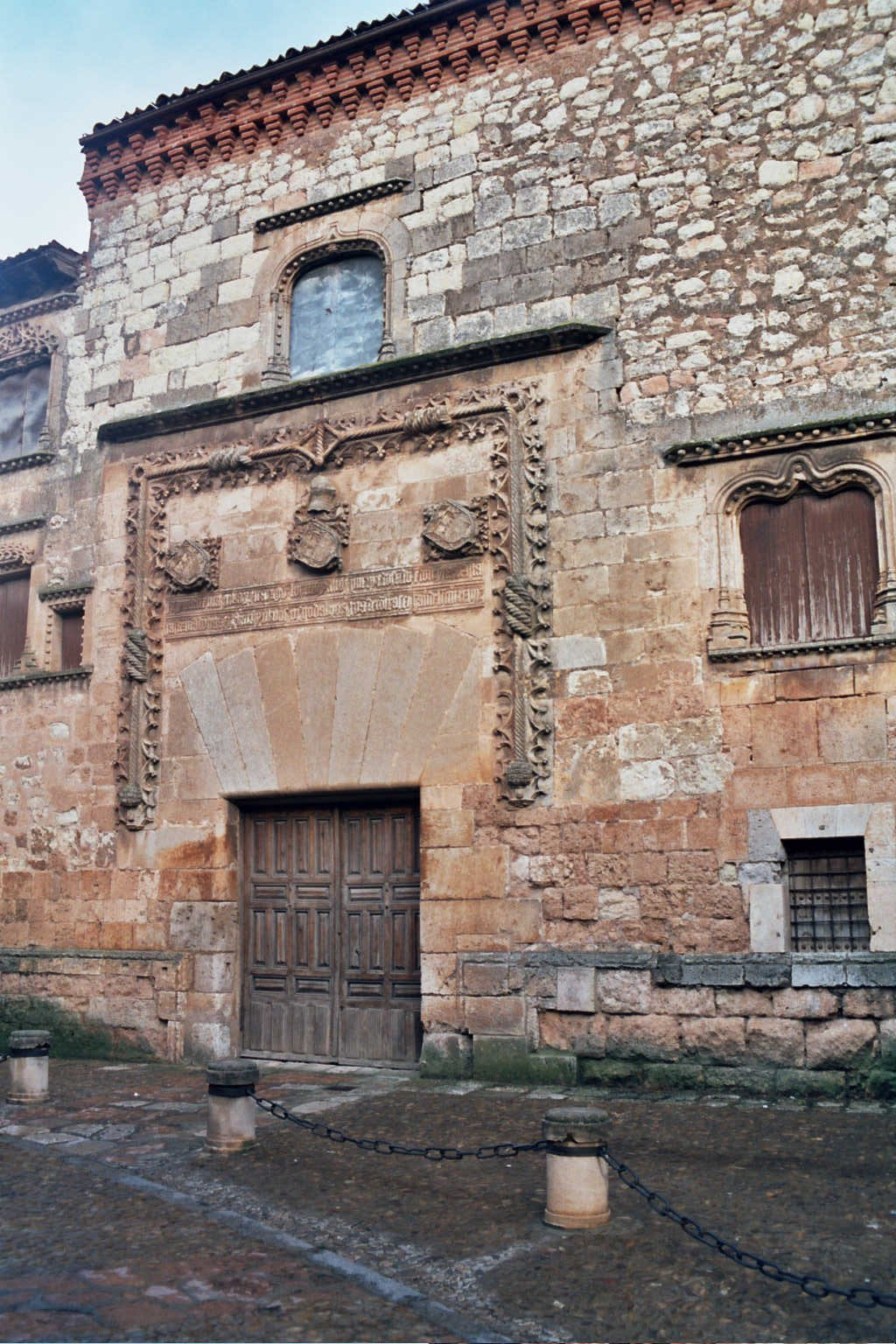
Cordiglio decorativo sulla facciata di un palazzo ad Ayllón
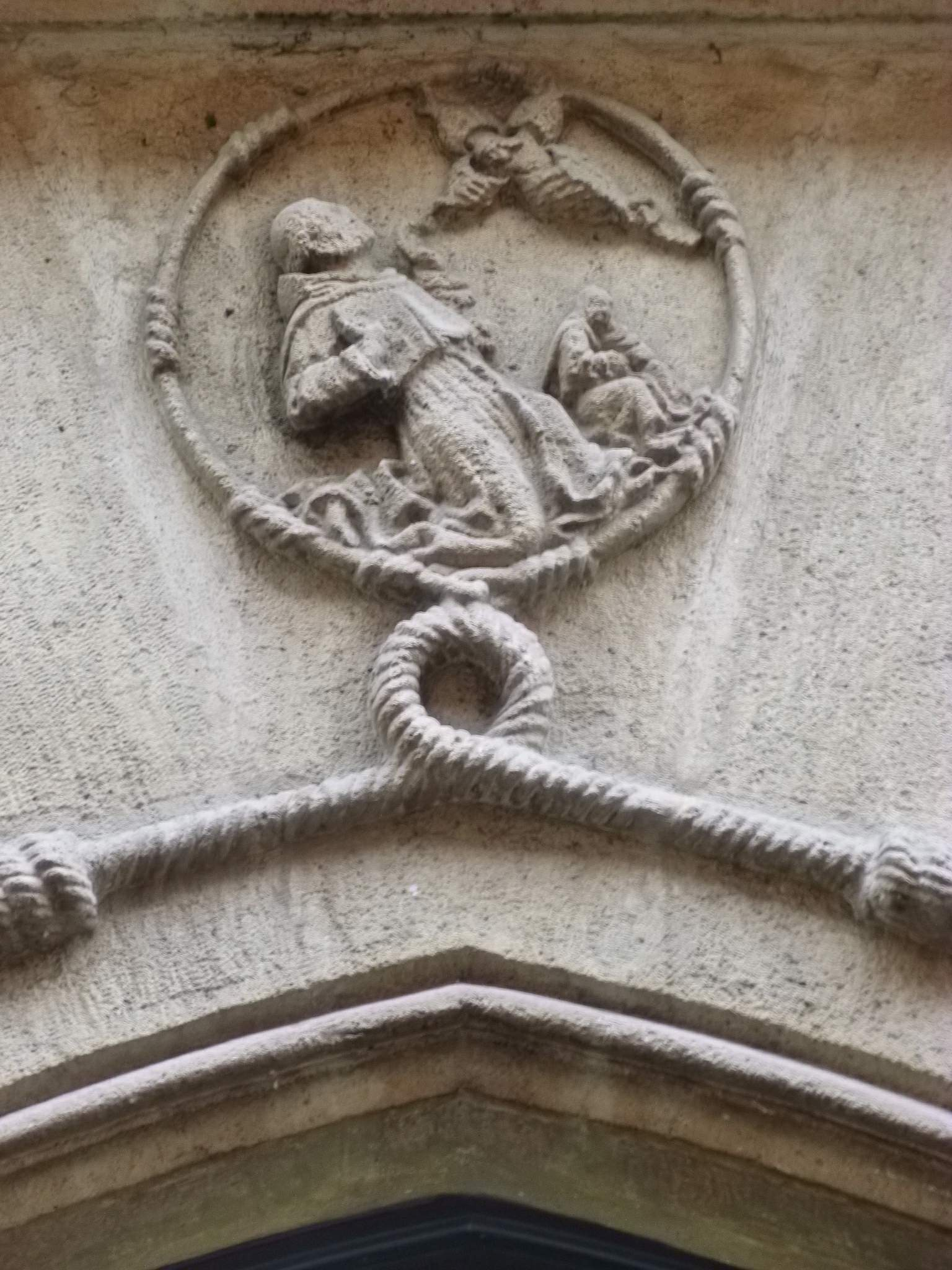
Particolare della decorazione del portale d'ingresso della Casa del Cordón di Vitoria
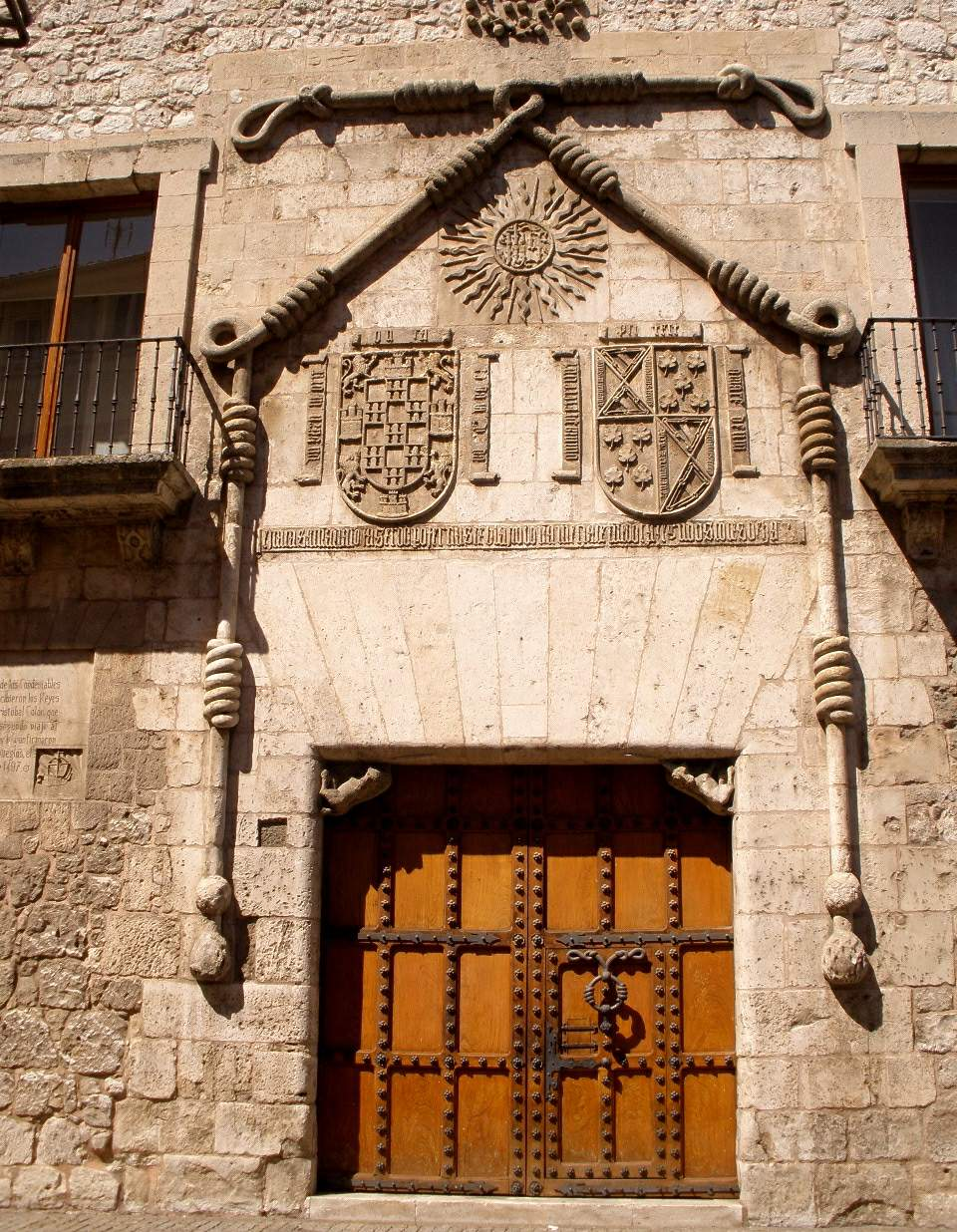
L'ingresso dalla Casa del Cordón di Burgos
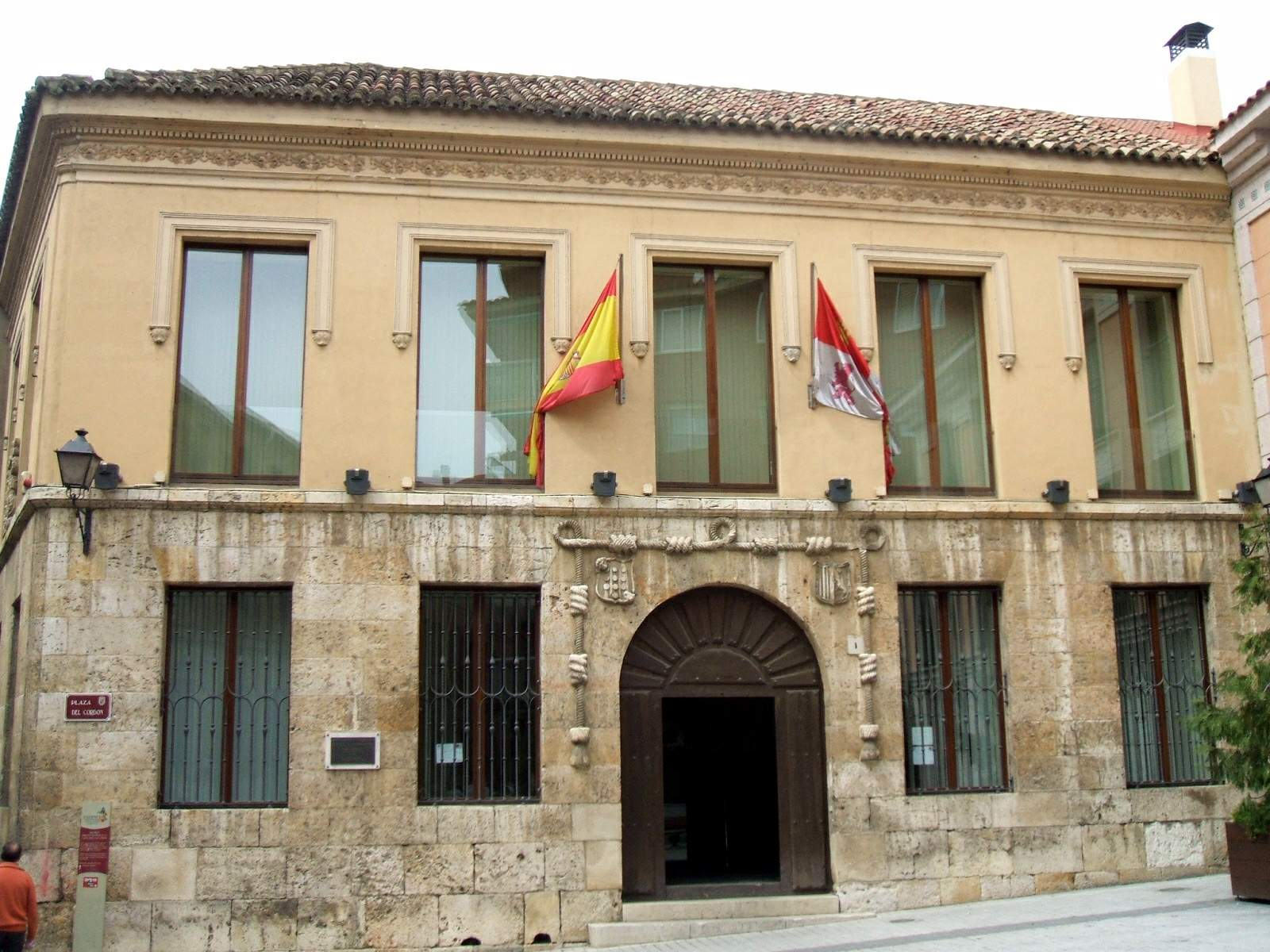
Facciata d'ingresso del Museo archeologico di Palencia
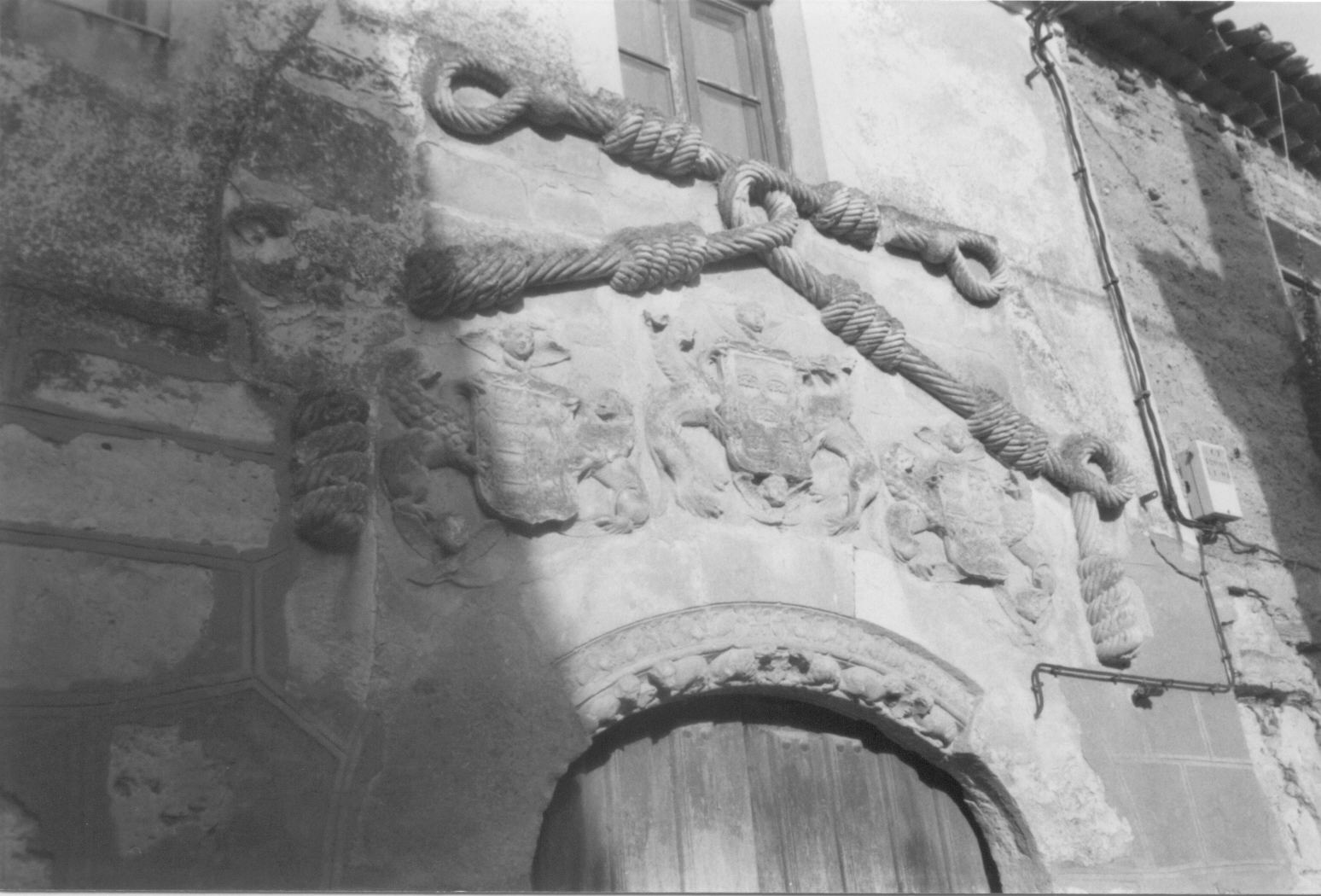
Ornamento sopra la porta d'ingresso della Casa del Cordón di Valdecañas de Cerrato
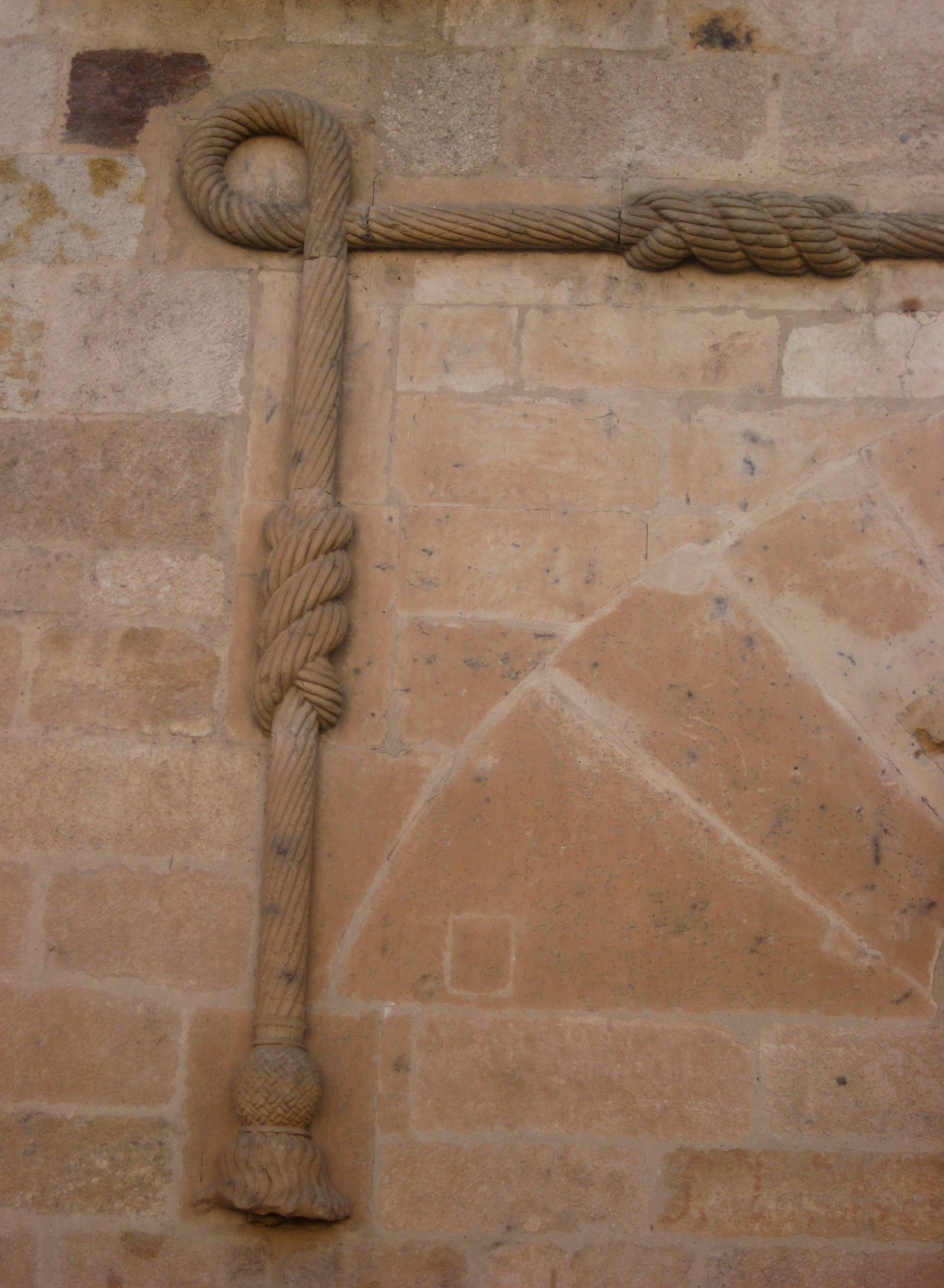
Particolare del cordiglio che orna l'ingresso della Casa del Cordón di Zamora
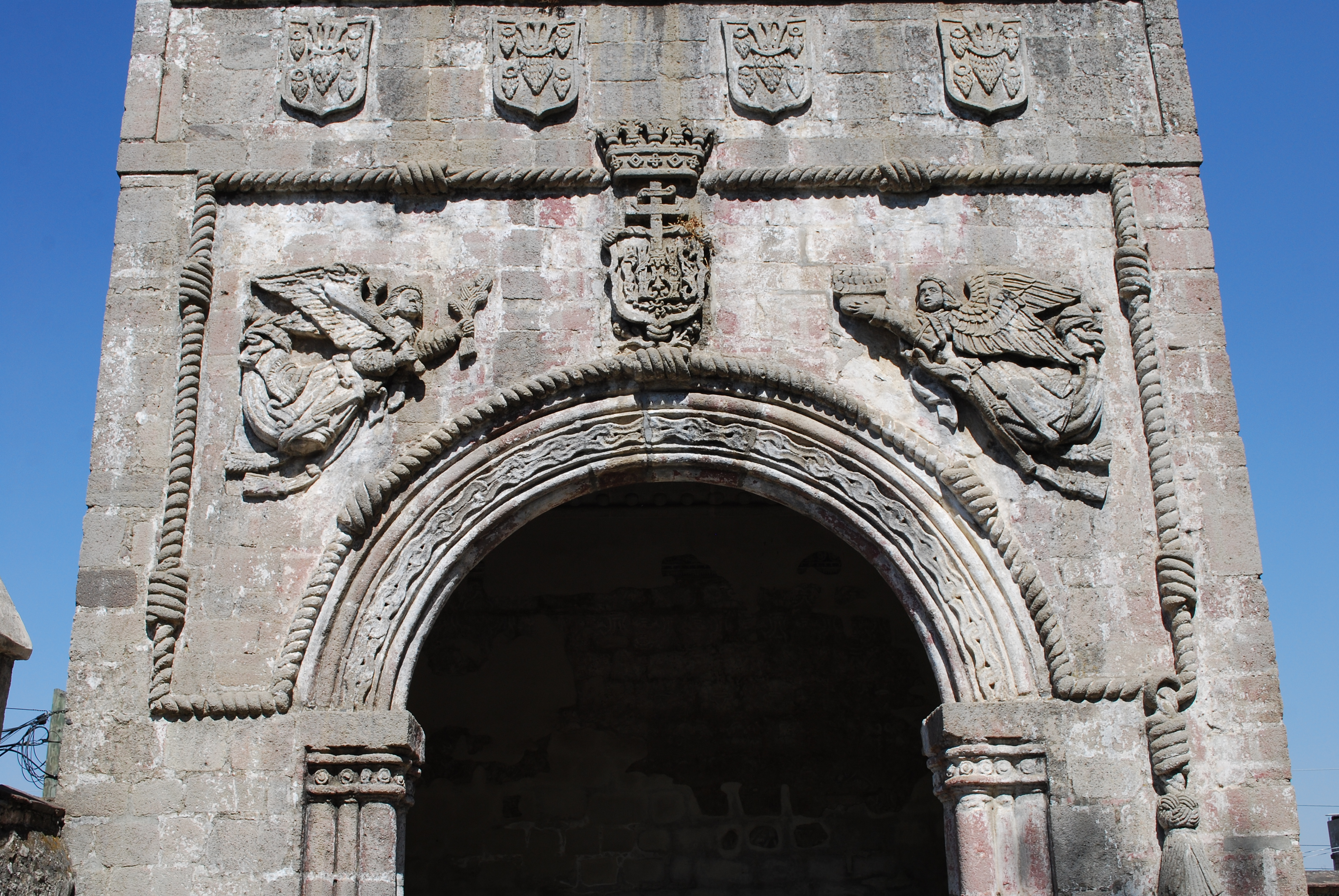
Particolare della facciata della Capilla Posa di Huejotzingo

## Riferimenti nella letteratura
Al cordone di san Francesco sembra fare più volte riferimento Dante nella Commedia. Con il nome di capestro - la corda con cui si legano per la testa cavalli, buoi, e quella utilizzata per le impiccagioni - esso ricorre in Paradiso XI 87 dove, in riferimento al Poverello, si dice Indi sen va quel padre e quel maestro / con la sua donna e con quella famiglia / che già legava l'umile capestro e in If XXVII 92 dove, a proposito di Bonifacio VIII, si dice né ordini sacri / guardò in sé, né in me quel capestro / che solea fare i suoi cinti più macri. In quest'ultimo passo, e in quello di Pd XII 132 Illuminato e Augustin son quici, / che fuor de' primi scalzi poverelli / che nel capestro a Dio si fero amici è per alcuni più evidente il senso traslato del termine, che si estende a indicare l'abito francescano.
Al medesimo cordone rimanda anche l'affermazione di Guido da Montefeltro in If XXVII 67 la dove ricorda di aver vestito l'abito francescano: Io fui uom d'arme, e poi fui cordigliero, / credendomi, sì cinto, fare ammenda; / e certo il creder mio venìa intero.
Qualcuno ha voluto vedere nella corda di cui Dante si dice cinto in If XVI 106, un riferimento al cordiglio francescano.
Anche Alessandro Manzoni, ne I promessi sposi, fa riferimento al cordiglio francescano. Al capitolo III, a proposito di fra Cristoforo, scrive che andando per la strada, poteva ugualmente abbattersi in un principe che gli baciasse riverentemente la punta del cordone, o in una brigata di ragazzacci che, fingendo d'esser alle mani tra loro, gl'inzaccherassero la barba di fango. Per ben tre volte poi il cordone è citato al capitolo XVIII nel dialogo che l'aristocratico conte Attilio, cugino di don Rodrigo, ha con il conte zio, importante uomo politico milanese, al quale si rivolge per far allontanare padre Cristoforo da Pescarenico. Del cappuccino il conte Attilio dice qui che se la ride de' grandi e de' politici, e che il cordone di san Francesco tien legate anche le spade, per poi concludere che Questo frate, dicevo io, l'ha sempre col cordone di san Francesco; ma per adoprarlo a proposito, il cordone di san Francesco, non è necessario d'averlo intorno alla pancia con dei nodi che lo vanno a chiudere.